# Ricardo Horta
Ricardo Jorge da Luz Horta (Sobreda, 15 september 1994) is een Portugees voetballer die doorgaans als vleugelspeler speelt. Samen met zijn twee jaar jongere broer André speelt hij voor SC Braga. Horta debuteerde in 2014 bij het Portugees voetbalelftal.

## Loopbaan

### Clubcarrière
Horta verruilde in 2011 de jeugdopleiding van Benfica voor Vitória FC. Na twee seizoenen werd hij bij het eerste elftal gehaald. Op 7 april 2013 debuteerde hij in de Primeira Liga, als invaller tegen Rio Ave. In zijn eerste jaargang bij de eerste ploeg mocht hij in totaal zes keer invallen. In de daaropvolgende jaargang werd hij steeds vaker basisspeler bij zijn ploeg. Op 13 september 2013 vierde hij zijn eerste doelpunt. Hij scoorde de enige goal in de thuiswedstrijd tegen Académica Coimbra. Hij zou uiteindelijk in het seizoen 2013-2014 zeven maal scoren op een totaal van 34 wedstrijden.
In de zomer van 2014 versierde hij een transfer naar Malaga CF. Een ploeg uit de Spaanse Primera División. Hij tekende er een contract voor vijf seizoenen. Hij bleef echter maar twee jaar bij Malaga. In juli 2017 trok hij naar SC Braga, dat hem in het voorgaande seizoen al huurde.
Bij Braga groeide hij in de daaropvolgende seizoenen uit tot een absolute sterkhouder. Op 15 mei 2022 werd hij er clubtopschutter aller tijde. Tijdens de met 3-2 verloren competitie wedstrijd tegen FC Famalicão scoorde hij het openingsdoelpunt. Het was zijn 93e goal voor de Minhotos. Hiermee verbeterde hij het record van Mário Laranjo, die in de jaren '40 voor de club speelde.  In November 2022 maakte hij zijn 100e doelpunt voor Braga. Hij won met SC Braga één keer de Taça de Portugal, in 2020/21 en één keer de Taça da Liga, in 2019/20. Hij wist in beide finales tot scoren te komen.

### Interlandcarrière
Horta maakte deel uit van verschillende Portugese nationale jeugdselecties. Met Portugal –21 nam hij in 2015 en 2017 deel aan het EK onder 21. In 2015, toen Portugal de finale na strafschoppen verloor van Zweden, kwam Horta enkel in actie in de halve finale tegen Duitsland, die Portugal met 5-0 won. Horta viel toen tijdens de rust in voor Ivan Cavaleiro en legde in de 71e minuut de 5-0-eindscore vast. Twee jaar later, toen Portugal reeds in de groepsfase sneuvelde, viel hij in tegen Spanje en Noord-Macedonië. 
Horta debuteerde op 7 september 2014 in het Portugees voetbalelftal, tijdens een met 0–1 verloren EK-kwalificatiewedstrijd tegen Albanië. Hij viel die dag in de 56e minuut in voor William Carvalho. Zijn volgende interland volgde pas acht jaar later: op 2 juni 2022 liet bondscoach Fernando Santos hem in de Nations League-wedstrijd tegen Spanje (1-1) in de 72e minuut invallen voor Rafael Leão. In de 82e minuut legde Horta de 1-1-eindscore vast. Hij mocht hierna ook mee naar Wereldkampioenschap 2022. Op het WK kwam hij drie keer in actie. In de laatste groepswedstrijd tegen Zuid-Korea wist hij eveneens te scoren.

## Clubstatistieken
| Seizoen     | Club        | Competitie       | Competitie | Competitie | Beker | Beker | Internationaal | Internationaal | Totaal | Totaal |
| Seizoen     | Club        | Competitie       | Wed.       | Dlp.       | Wed.  | Dlp.  | Wed.           | Dlp.           | Wed.   | Dlp.   |
| ----------- | ----------- | ---------------- | ---------- | ---------- | ----- | ----- | -------------- | -------------- | ------ | ------ |
| 2012/13     | Vitória FC  | Primeira Liga    | 6          | 0          | 0     | 0     | —              | —              | 6      | 0      |
| 2013/14     | Vitória FC  | Primeira Liga    | 28         | 7          | 6     | 0     | —              | —              | 34     | 7      |
| Club totaal | Club totaal | Club totaal      | 34         | 7          | 6     | 0     | 0              | 0              | 40     | 7      |
| 2014/15     | Malaga CF   | Primera División | 31         | 1          | 6     | 2     | —              | —              | 37     | 3      |
| 2015/16     | Malaga CF   | Primera División | 17         | 0          | 2     | 0     | —              | —              | 19     | 0      |
| Club totaal | Club totaal | Club totaal      | 48         | 1          | 8     | 2     | 0              | 0              | 56     | 3      |
| 2016/17     | → SC Braga  | Primeira Liga    | 32         | 6          | 7     | 2     | 5              | 1              | 44     | 9      |
| 2017/18     | SC Braga    | Primeira Liga    | 30         | 11         | 6     | 0     | 7              | 1              | 43     | 12     |
| 2018/19     | SC Braga    | Primeira Liga    | 34         | 8          | 7     | 0     | 2              | 2              | 43     | 10     |
| 2019/20     | SC Braga    | Primeira Liga    | 32         | 12         | 8     | 6     | 11             | 6              | 51     | 24     |
| 2020/21     | SC Braga    | Primeira Liga    | 32         | 9          | 9     | 3     | 7              | 3              | 48     | 15     |
| 2021/22     | SC Braga    | Primeira Liga    | 32         | 19         | 5     | 0     | 12             | 4              | 49     | 23     |
| 2022/23     | SC Braga    | Primeira Liga    | 30         | 14         | 7     | 1     | 8              | 2              | 45     | 17     |
| 2023/24     | SC Braga    | Primeira Liga    | 28         | 9          | 7     | 4     | 10             | 0              | 45     | 13     |
| 2024/25     | SC Braga    | Primeira Liga    |            |            |       |       | 2              | 1              | 2      | 1      |
| Club totaal | Club totaal | Club totaal      | 250        | 88         | 56    | 16    | 64             | 20             | 370    | 124    |

Bijgewerkt t/m 4 augustus 2024
| Interlands van Ricardo Horta | Interlands van Ricardo Horta | Interlands van Ricardo Horta | Interlands van Ricardo Horta | Interlands van Ricardo Horta     | Interlands van Ricardo Horta | Interlands van Ricardo Horta |
| No.                          | Datum                        | Wedstrijd                    | Uitslag                      | Soort Wedstrijd                  | Doelpunten                   |                              |
| Als speler bij Malaga CF     | Als speler bij Malaga CF     | Als speler bij Malaga CF     | Als speler bij Malaga CF     | Als speler bij Malaga CF         | Als speler bij Malaga CF     | Als speler bij Malaga CF     |
| ---------------------------- | ---------------------------- | ---------------------------- | ---------------------------- | -------------------------------- | ---------------------------- | ---------------------------- |
| 1.                           | 7 september 2014             | Portugal – Albanië           | 0 – 1                        | Kwalificatie EK 2016             | -                            |                              |
| Als speler bij SC Braga      |                              |                              |                              |                                  |                              |                              |
| 2.                           | 2 juni 2022                  | Spanje – Portugal            | 1 – 1                        | UEFA Nations League 2022/23      | 82'                          |                              |
| 3.                           | 5 juni 2022                  | Portugal – Zwitserland       | 4 – 0                        | UEFA Nations League 2022/23      | -                            |                              |
| 4.                           | 12 juni 2022                 | Zwitserland – Portugal       | 1 – 0                        | UEFA Nations League 2022/23      | -                            |                              |
| 5.                           | 24 september 2022            | Tsjechië – Portugal          | 0 – 4                        | UEFA Nations League 2022/23      | -                            |                              |
| 6.                           | 17 november 2022             | Portugal – Niger             | 4 – 0                        | Oefeninterland                   | -                            |                              |
| 7.                           | 2 december 2022              | Zuid-Korea – Portugal        | 1 – 2                        | Wereldkampioenschap voetbal 2022 | 5'                           |                              |
| 8.                           | 6 december 2022              | Portugal – Zwitserland       | 6 – 1                        | Wereldkampioenschap voetbal 2022 | -                            |                              |
| 9.                           | 10 december 2022             | Marokko – Portugal           | 1 – 0                        | Wereldkampioenschap voetbal 2022 | -                            |                              |
| 10.                          | 11 september 2023            | Portugal – Luxemburg         | 9 – 0                        | Kwalificatie EK 2024             | 67'                          |                              |
| 11.                          | 16 november 2023             | Liechtenstein – Portugal     | 0 – 2                        | Kwalificatie EK 2024             | -                            |                              |
| 12.                          | 19 november 2023             | IJsland – Portugal           | 2 – 0                        | Kwalificatie EK 2024             | 28'                          |                              |
| Totaal                       | Totaal                       | Totaal                       | Totaal                       | Totaal                           | 4                            |                              |

Bijgewerkt tot 4 augustus 2024

## Erelijst
| Taça de Portugal | 1x | 2020/21          |
| Taça da Liga     | 2x | 2019/20, 2023/24 |

2 Gómez ·
3 Bambu ·
4 Niakaté ·
6 Carvalho ·
7 Bruma ·
8 Moutinho ·
9 El Ouazzani ·
10 A. Horta ·
11 Fernandes ·
12 Sá ·
13 Ferreira ·
15 Oliveira ·
16 Zalazar ·
19 Marín ·
20 Gharbi ·
21 R. Horta  ·
22 Helguera ·
25 Ribeiro ·
26 Arrey-Mbi ·
27 Guitane ·
29 Gorby ·
33 Marques ·
77 Martínez ·
90 Fernández ·
91 Horníček ·
Coach: Carvalhal
· Keeperstrainer: Carvalho
1 Patrício ·
2 Dalot ·
3 Pepe ·
4 Dias ·
5 Guerreiro ·
6 Palhinha ·
7 Ronaldo  ·
8 Fernandes ·
9 And. Silva ·
10 B. Silva ·
11 Félix ·
12 Sá ·
13 Danilo ·
14 Carvalho ·
15 Leão ·
16 Vitinha ·
17 Mário ·
18 Neves ·
19 Mendes ·
20 Cancelo ·
21 Horta ·
22 Costa ·
23 Nunes ·
24 Ant. Silva ·
25 Otávio ·
26 Ramos ·
Coach: Santos